# 群星會
《群星會》是台灣電視公司（台視）播出的一個國語歌唱綜藝節目，1962年11月8日開播，剛開播的雙時段為週三21:15-21:45及週六12:30-13:00。製作人是關華石，主持人是慎芝。如果台視試播期間的節目不列入計算，《群星會》是台灣電視史上第一個電視歌唱節目；《群星會》名稱曾經過3次修改，最初的名稱是《音樂歌舞——群星會》，然後改名為《國語歌曲——群星會》，最後改名為《群星會》。

## 簡介
《群星會》的節目構想是來自正聲廣播公司現場歌唱節目《歌壇春秋》；在該節目裡擔任樂隊領導的關華石以及在該節目裡擔任歌星的慎芝，在台視開播之後，將該節目的型態搬上電視，名為《群星會》。1962年11月8日起，《群星會》每週播出兩集，每集長度為30分鐘，讓觀眾聽歌也見人。《群星會》由慎芝擔任主持人，關華石指揮自己專屬的樂隊並兼任小提琴手，大部分的歌星來自台北市「新南陽歌廳」。《群星會》也經常安排男女舞者伴舞，或是由曹金鈴、崔蓉蓉等舞蹈家表演舞蹈。慎芝不僅曾為《群星會》的歌星們設計服飾，也曾在台視旗下刊物《電視周刊》逐期撰文介紹歌星並宣傳《群星會》。當時仍是黑白電視時代，如果歌星服飾上的亮片過多，亮片的反光會導致播出時的畫面不清晰，故有必要為歌星們設計服飾，以防止歌星穿上亮片過多的服飾來錄影。
1967年7月，《群星會》播映第500集，該集總共邀請17位歌星。1969年12月7日13時20分，台視以《群星會》試播自製彩色電視節目，是台灣第1個以彩色節目訊號試播的現場節目，第1位上場的是白嘉莉唱〈隴上一朵玫瑰〉。1970年4月12日13時18分，台視以52小時前運達的2台飛利浦PC-80彩色攝影機現場直播《群星會》，《群星會》成為台灣第一個彩色現場節目。
1971年8月5日，台視訓練中心公開招生，位於台視西翼大樓，主任為台視顧問姚善輝，下設編劇班、歌唱班、演員班、舞蹈班、高級電視工程班，歌唱班由擔任《群星會》音樂指導的關華石擔任班主任。
1973年9月2日，台視、《聯合報》、黑松公司聯合舉辦的1973年世界少棒大賽有獎徵答於《群星會》公開抽獎，主持人崔苔菁、青山、冉肖玲。
1975年4月5日，中華民國總統蔣中正逝世；《群星會》受此影響，在該年冬季宣告暫時停播。1976年4月，《群星會》復播。1977年3月29日，《群星會》停播，共1283集，但是其主題曲〈群星頌〉依然傳唱至今。
在《群星會》的全盛時期，歌星只要參加《群星會》，就覺得身價上漲了百倍。當時《群星會》是以現場直播的方式播出。此時《群星會》所創造的男女對唱的表演型態風靡一時，如青山與范婉曲、夏心與張明麗、謝雷與張琪、余天與秦蜜等。

## 主題曲
1963年4月，慎芝將自己作詞作曲的國語歌曲〈群星頌〉定為《群星會》主題曲，讓觀眾聽到〈群星頌〉就會想起《群星會》、並期待《群星會》每集的播出。〈群星頌〉歌詞如下：

群星在，天空閃亮　百花在地上開放

我們有，美麗幻想　為什麼不來齊歡唱

我們也願，星辰一樣　把歡樂散播你的身旁

我們也願，像花一般　使你的人生更芬芳

朋友們，快來歡唱　讓人間充滿新希望

## 後續
- 1982年，台視播映20周年台慶特別節目《綜藝大出擊》，台視節目部製作，張琍敏、余天主持，收錄青山主持《群星會》片段。2020年5月，YouTube「台視官方頻道」發布《綜藝大出擊》官方完整版。
- 1983年5月，紀念關華石逝世，台視播映雷鳴主持的特別節目《懷念群星會：紀念關華石》。
- 1985年9月15日至1986年3月30日，每週日17:00~18:00，台視播映江吉雄與崔長華製作、方芳芳主持的歌唱節目《群星飛躍》。該節目大量邀請《群星會》的老歌星，以柔和的氣氛演唱1960年代的老歌。
- 1987年10月10日，台視開播25周年，播映台慶特別節目《一百分鐘回顧》。在該節目中，慎芝邀請《群星會》眾歌星演唱25支名曲，並搭配《群星會》當年佈景及美術設計。
- 1988年4月，紀念慎芝逝世，台視播映特別節目《群星頌：懷念慎芝專輯》。該節目由台視節目部製作，龐宜安擔任製作人，陳君天擔任編劇，黃志鴻擔任美術指導，台視播音員夏琍琍擔任旁白，《群星會》製作助理張光勳擔任導播，攝影師徐國棟掌鏡。慎芝的好友與《群星會》眾歌星都參加了該節目。
- 1993年11月21日23:10~00:40及1994年2月14日至4月13日每週一、二23:00~23:30，《群星會》短暫復播，趙寧主持，台視大樂團伴奏，被稱為「第二代群星會」。
- 1998年5月7日晚間，紀念慎芝逝世十周年，海峽兩岸學術文化交流協會理事兼藝術文化交流委員會委員包容在台北市國父紀念館舉辦「1998群星會懷念歌曲演唱會」。[23]
- 2002年，台視慶祝40週年台慶前夕，台視總經理胡元輝、台視副總經理顧安生與台視副總經理施桓麟在傅培梅調教下親自下廚完成電視特餐「台視長紅」，以台視經典節目名稱為菜餚名稱，獲選的節目有《嫁妝一牛車》、《流氓教授》、《群星會》、《八千里路雲和月》與《強棒出擊》等。[24]
- 2005年1月24日，富傑傳播張富製作、葉璦菱與許效舜主持的《台視群星會》開播[25]，被稱為「第三代群星會」。許效舜請辭之後，改由葉璦菱、羅時豐主持。2006年4月12日停播。
- 《台視群星會》停播之後，2008年至2009年，台灣互動電視公司（TITV）購入《台視群星會》的網際網路播映權，交由亞洲綜合台（當時中華電信MOD第33頻道）改名《亞洲群星會》播映。
- 2011年5月8日晚間，華風文化在台北市國父紀念館舉辦「2011金嗓金曲演唱會－群星歡唱50年」，邀請《群星會》歌手王慧蓮、孔蘭薰、吳靜嫻、青山、金燕、美黛、紀露霞、秦蜜、孫樸生、蔡一紅、閻荷婷、憶如等人獻唱，前台視大樂團指揮楊水金召集曾在《群星會》擔任伴奏的樂手伴奏[26]。
- 2020年1月28日，白嘉莉接受中央通訊社專訪時說，歌星上《群星會》通告一次的酬勞是新台幣750元，她主持《群星會》一集酬勞是新台幣6000元，1970年代台灣基層公務員月薪大約新台幣1600元[27]。

## 參加歌星列表
《群星會》歌星如下：
1. 張琪：嗓音嘹亮，以國語歌曲〈杯酒高歌〉頗受當時中華民國國軍官兵歡迎。
2. 謝雷：經常與張琪對唱，其中以國語歌曲〈傻瓜與野丫頭〉最為著名。謝雷至今未婚，他與張琪並非情侶。
3. 閻荷婷、閻莉婷：眷村出身的一對姊妹，由於父親喜歡票戲（京劇），兩人從小耳濡目染，練就一副好嗓子。
4. 孔蘭薰：經常參加勞軍與宣慰華僑，成名曲是國語歌曲〈一朵小花〉。曾參演國語電影《乞丐與豔妓》、《再回頭我也不要你》、《招財進寶》等。她與蔣光超合作時間最久，兩人曾經合作主持台視綜藝節目《合家歡》（播映期間：1969年10月17日至1971年7月2日，共86集）。
5. 青山
6. 吳靜嫻：以苦旦的臉型，被林福地拔擢主演台視八點檔連續劇《星星知我心》而成名。
7. ：嗓音嘹亮柔美，被稱為「歌壇小周璇」，以翻唱〈鳳凰于飛〉而成名。她經常在東南亞與美國舉辦巡迴演唱會，頗受華僑歡迎。後來她加盟華視，在華視主持節目，也投身公益。
8. 金燕：以邊跳邊唱國語歌曲〈多客氣〉而成名，後來定居美國。其子安志杰被徐克拔擢主演香港動作片《黑俠2》。
9. 冉肖玲：當年有「小白光」之稱的低音歌后，頂著《群星會》當家女歌手的頭銜，當年推出第一張唱片《藍色的夢》。曾主持台視《冉肖玲時間》。冉肖玲長居香港，2010年1月返台，在台北國際會議中心開個人演唱會；金燕與她是莫逆之交，也為她演唱會作嘉賓。
10. 倪賓：身材矮小，而且成名曲是國語歌曲〈一寸相思一寸淚〉，故被稱為「一寸歌王」。曾與江美茜合作主持中視綜藝節目《鳳凰爭輝》[28]。
11. 憶如：成名曲是國語歌曲〈痴痴地等〉，其子潘若迪是藝人、健身教練。
12. 美黛：成名曲是國語歌曲〈意難忘〉、〈飛快車小姐〉。
13. 王慧蓮：擅長唱小調歌曲。
14. 趙曉君：本名趙黎莉，1948年生，中國文化學院英文系肄業。披肩長髮，表情幽怨，愛讀詩，愛寫作，個性神秘，當時被稱為「學生情人」。除了唱歌，專演愛情劇。1970年，中視第二部八點檔國語連續劇《情旅》開播，連帶捧紅主唱該劇主題曲的趙曉君。1972年，趙曉君與當時遠在美國攻讀比較文學的詩人林綠結婚。
15. 楊燕：成名曲是國語歌曲〈王昭君〉、〈蘋果花〉。其妹楊欣也是以溫柔婉約的形象出道，因遠嫁美國而退出演藝圈。
16. 康嘉欣：本名李水蓮，台東縣泰雅族人，是康凱前妻。退出演藝圈後進入神學院，成為牧師。
17. 尤雅：唱紅《往事只能回味》。
18. 李雅芳：《寄語白雲》和《人約黃昏後》的原唱。
19. 紫薇：唱紅《綠島小夜曲》、《月光小夜曲》、《當我們小的時候》的首席歌星，旗下有“紫家班”。
20. 孫伯堅和黃小冬：夫婦，夫唱婦隨。
21. 楊小萍：鼻音歌后，也是當年《群星會》台柱之一，後來也曾是多年長居美國。
22. 陳蘭麗：唱《今夕何夕》的瞇瞇眼歌星。
23. 劉冠霖：大酒渦歌后，中國文化學院音樂舞蹈科畢業。在退出流行歌壇後，劉冠霖就把歌唱事業的重心移轉到教會中，持續演唱福音歌曲，自己也寫詩歌，已定居加拿大。
24. 鄧麗君：臺灣首部電視連續劇《晶晶》主題曲原唱。15歲初出道時首次參加《群星會》，為該節目年紀最小的來賓。
25. 婉曲：本名范婉曲，是大有巴士創辦人張文明前妻。與青山合唱國語歌曲〈杏花溪之戀〉。
26. 余天

還有，台視歌唱比賽得到冠軍的《负心的人》原唱湯蘭花和《情人橋》原唱夏台鳳等等。

## 外部連結
- 「第三代群星會」——《台視群星會》 （页面存档备份，存于） 官方網頁